# Ermoldo Nigello
Ermoldo Nigello, Ermoldus Nigellus, Ermoldus Niger (fine VIII secolo – IX secolo), è stato un poeta franco.
Probabilmente appartenente a un ordine religioso, visse e operò presso la corte carolingia sotto Ludovico il Pio e suo figlio Pipino I di Aquitania. Costretto all'esilio a Strasburgo negli anni 824-828, venne probabilmente richiamato a corte nell'830. È autore di un poema in quattro libri dedicato a Ludovico, il Carmen elegiacum in honorem Hludovici christianissimi Caesaris Augusti, terminato tra l’826 e l’828, e di due epistole metriche indirizzate a Pipino, i Carmina duo in honorem gloriosissimi Pippini regis.

## Vita

### Identità
Poco si conosce delle vicende biografiche di Ermoldo Nigello, vissuto presso la corte francese ai tempi di Ludovico il Pio e di Pipino I di Aquitania. Il soprannome Nigellus, che potrebbe far riferimento alla bassa statura e alla carnagione scura, ha fatto ipotizzare che fosse originario della Francia meridionale. Da alcuni passaggi interni alle sue opere, più precisamente, sembrerebbe originario dell’Aquitania cui si riferisce come terra natia. 
Piuttosto oscuro è il ruolo ricoperto a corte da Ermoldo, così come è dibattuta la sua appartenenza al clero. Secondo alcuni studiosi, la conoscenza della cultura classica che Ermoldo dimostra nei propri scritti potrebbe indicarne l’appartenenza ad un ordine monastico o al clero secolare. Indizio ulteriore a sostegno di questa ipotesi sarebbe la sede in cui Ermoldo conduce il proprio esilio, la cattedrale di Strasburgo, sotto la supervisione dell’Arcivescovo Bernoldo. 
La presenza di Ermoldo al fianco di Pipino durante la campagna contro i Bretoni dell’823 suscita tuttavia alcune perplessità non essendo usanza che i membri del clero partecipassero armati alle spedizioni militari. 
Altrettanto verosimilmente Ermoldo potrebbe infatti essere stato un dignitario laico, formatosi presso le scuole caroline, ed essere consigliere del sovrano.

### Esilio
Dato certo della vita di Ermoldo è la condanna all’esilio che lo colpì nell’824. Sembra che, dopo la campagna in Bretagna, Ludovico il Pio decise di allontanare il poeta da Pipino e dalla corte accusandolo di influenzare in maniera negativa il figlio. In quegli anni stava, infatti, emergendo la problematica questione della successione al trono di Ludovico il Pio e, probabilmente, Ermoldo sostenne una ribellione di Pipino. 
Altri studiosi, invece, osservando le condizioni agiate in cui trascorse gli anni a Strasburgo, sostengono che piuttosto che un esilio si sia trattato di una sorta di custodia cautelare, volta a proteggere il poeta da possibili congiure di corte.

### Ultimi anni
Durante l’esilio a Strasburgo compose le proprie opere con la speranza di essere richiamato in patria; non è noto tuttavia se la supplica abbia avuto esito positivo. Altrettanto sconosciute sono le vicende biografiche successive al ritorno a corte del poeta.
Nell'838 un Hermoldus, cancelliere della corte reale, firma alcuni documenti in nome del re Pipino. Alcuni studiosi hanno ipotizzato che possa trattarsi dello stesso Ermoldo Nigello. Conosciamo tuttavia come Ermoldo scriveva il proprio nome dal doppio acrostico iniziale nel Carmen elegiacum in honorem Hludovici christianissimi Caesaris Augusti dove compare senza l’H iniziale: Ermoldus cecinit Hludoici Caesaris arma. Risulta quindi difficile credere che siano la stessa persona ed è più probabile che si tratti di un omonimo.

## Opere
La cronologia delle opere di Ermoldo Nigello è sconosciuta. Peter Godman ha ipotizzato che la prima lettera, Ad Pipinum regem, sia stata scritta precedentemente al carme in onore di Ludovico mentre la seconda, Ad eundem Pipinum, sia successiva all’invio del Carmen elegiacum in honorem Hludovici christianissimi Caesaris Augusti al sovrano.

### Lingua e stile
Per quanto riguarda la lingua, Ermoldo attinge al lessico degli autori classici, come Virgilio, ma vi attribuisce nuove accezioni semantiche. Si può inoltre osservare come l’autore spesso incorra in errori grammaticali di vario genere quali l’adozione del nominativo al posto dell’accusativo; l’ablativo al posto dell’accusativo di movimento; forme transitive dei verbi utilizzate come intransitive e viceversa; verbi attivi utilizzati come passivi e viceversa.
Nonostante abbia come modelli metrici Virgilio e Ovidio, commette in alcuni casi errori nel riconoscere la quantità vocalica delle sillabe con frequenti errori nella stesura del verso.
A dispetto dello stile poco curato le opere di Ermoldo risultato importanti poiché riportano alcuni fatti storici privi di ulteriori attestazioni. Testimoniano inoltre la comparsa e l’importanza crescente del ruolo della poesia nelle corti.

### Carmina duo in honorem gloriosissimi Pippini regis
Si tratta di due epistole in distici elegiaci dedicate a Pipino I d’Aquitania; scritte durante l’esilio a Strasburgo, richiamano le Epistulae ex Ponto di Ovidio. 
Nella prima epistola, Ad Pipinum regem, Ermoldo prega la musa Talia di intercedere per lui presso Pipino affinché il sovrano gli conceda di tornare a corte. Il componimento assume poi un carattere bucolico inscenando un dialogo tra la personificazione dell’Alsazia e dei Vosgi le quali descrivono e difendono le bellezze dei propri paesaggi. Conclude questo dibattito la musa Talia che afferma di voler cantare le bellezze dell’Aquitania non appena Ermoldo tornerà in patria. La risposta del re, che chiude l’elegia, ha il tono di una epistola volta a confortare il poeta con il ricordo dei grandi del passato costretti anche loro all’esilio. Giorgio Brugnoli sostiene possa trattarsi di due composizioni sovrapposte, una che ricalca i motivi topici della poesia bucolica, corrispondente alla sezione dialogica, e una che riprende i toni della poesia d’esilio. Questa ipotesi è sostenuta dal confronto con le elegie dell’esilio di Teodulfo e Modoino che vengono imitate da Ermoldo per quanto riguarda la parte iniziale di saluto a Pipino e la consolazione finale; la sezione bucolica risulta invece originale ed autonoma. Questa viene pertanto considerata come un primo nucleo, dedicato a Bernoldo, al quale successivamente devono essere stati aggiunti gli elementi di elogio al sovrano e i toni tipici della poesia dell’esilio. 

### Carmen elegiacum in honorem Hludovici christianissimi Caesaris Augusti
Quest’opera è dedicata da Ermoldo a Ludovico il Pio e ha lo scopo di esaltarne le imprese per ottenere il perdono e il condono della pena dell’esilio. È un carme composto, come si può dedurre da riferimenti interni all’opera stessa, tra l’826 e l’828, durante l’esilio di Ermoldo a Strasburgo. 
L’opera è divisa in quattro libri per un totale di 2649 versi; escluso il proemio dedicatorio in esametri, il poema è in distici elegiaci e racconta le vicende storiche svoltesi tra il 781 e l’826. Vista la precisa scansione cronologica è probabile che Ermoldo abbia utilizzato come fonte gli annali reali. 
Il primo libro narra la presa di Barcellona nell’801 da parte dell’esercito di Ludovico il Pio che, posto fine al dominio dei Mori, istituisce la Contea di Barcellona. 
Il secondo libro racconta l’assunzione del titolo imperiale da parte di Ludovico nell’813 e la sua incoronazione per mano di papa Stefano IV nella cattedrale di Reims. 
Nel terzo libro Ermoldo si concentra sulla descrizione della prima campagna in Bretagna dell’818.
L’ultimo libro è dedicato alla campagna militare verso il nord e al racconto della conversione e del battesimo del sovrano danese Harald Klak nell’826 a cui, probabilmente, assistette lo stesso Ermoldo.

### Altre opere
Alcuni studiosi pensano che Ermoldo sia autore di altre opere non pervenuteci. Come afferma Ermoldo stesso, sarebbero da attribuirgli alcune poesie composte con il fine di divertire Pipino durante la campagna contro i Bretoni.
È stato ipotizzato che il poema Waltharius dedicato a Gualtiero di Aquitania, sia da attribuire ad Ermoldo per le somiglianze con il Carme in onore di Ludovico il Pio. Gli studiosi non sono tuttavia concordi su questo punto: Godman, ad esempio, ha osservato come lo stile del Waltharius sia più povero rispetto alle opere sicuramente attribuibili ad Ermoldo.

## Manoscritti ed edizioni
Le opere di Ermoldo sono conservate solamente in due manoscritti: il codice 614 dell’Oesterreichische Nationalbibliothek di Vienna che risale al X secolo e che contiene il Carme in onore di Ludovico il Pio e il codice del XV Harley 3685 della British Library che conserva tutti e tre i componimenti. 
La prima edizione a stampa è di Ludovico Antonio Muratori pubblicata nel 1726 nel tomo II² di Rerum Italicarum Scriptores.
Le edizioni successive sono le seguenti: 
- Ermoldi Nigelli carmina, a cura di Georg Heinrich Pertz in Monumenta Germaniae Historica, Scriptores 2, 1829.
- Jacques Paul Migne ripropone nel 1844 l’edizione di Muratori nella Patrologia latina, volume 105.
- Ernst Dümmler pubblica un’edizione in Monumenta Germaniae Historica, Poetae latini aevi Carolini, volume II, Berlin, 1884.
- Ermold le Noir. Poeme sur Louis le Pieux et epitres au Roi Pepin; edizione e traduzione di Edmond Faral, Parigi, Honore Champion, Les classiques de l’histoire de France au Moyen Age, 14, 1932. Questa edizione viene ripubblicata nel 1964 per Les Belles Lettres.